# 普拉克西特利斯撞擊坑
普拉克西特利斯撞擊坑（英語：Praxiteles）是一個水星上的撞擊坑。

## 概要
信使號在第二次飛掠水星時拍攝了普拉克西特利斯撞擊坑的高解析度影像，並發現在坑底有一定數量的不規則形下陷區域，因此是所謂的 "Pit-floor crater"。信使號上水星雙重成像系統的廣角攝影機拍攝該區域的彩色影像顯示這區域類似地一次飛掠時在卡洛里盆地內部邊緣的區域附近發現的火山區。類似的色彩以及和不規則區域（可能是火山熔岩管）的關係代表在普拉克西特利斯撞擊坑底曾有火山活動。
該撞擊坑是由水手10號探測器發現。